# Tangen (Innlandet)
Tangen is een plaats in de Noorse gemeente Stange, fylke Innlandet. Tangen telt 514 inwoners (2007) en heeft een oppervlakte van 0,63 km². Tangen ligt aan het meer Mjøsa. 

## Geboren
- Odvar Nordli (1927-2018), premier van Noorwegen (1976-1981)

Bottenfjellet · Ilseng · Gata · Ottestad · Romedal · Stange · Sørbygdafeltet · Tangen